# モデスト
モデスト（英: Modesto）は、アメリカ合衆国カリフォルニア州のスタニスラウス郡にある都市。同郡の郡庁所在地である。人口は21万8464人（2020年）で、郡の人口の4割が集中する。サンフランシスコの東147 km、州都サクラメントの南109 km、ヨセミテ国立公園の西106 kmに位置している。
モデストは29度アメリカ合衆国樹木の都市表彰を受けており、アメリカ合衆国でも最も肥沃な農地に囲まれていて、スタニスラウス郡の農業生産高ではカリフォルニア州全郡のうち6番目になっている。産品の牛乳、アーモンド、牛肉、鶏肉およびクルミを合わせると、2007年の農業生産で25億ドル近い額となった。
モデストは高い生活費、高い失業率、通勤時間の長さおよび高い犯罪率のために、住み難い場所ワースト10にも入った。全米保険犯罪局 に拠れば、自動車窃盗の割合が多い。

## 歴史
モデストは元々1870年に設立されたサクラメントとロサンゼルスを繋ぐ鉄道の停車駅であり、カリフォルニア州初期の多くのプロジェクトで出資者となったウィリアム・C・ラルストンに因んだ名前が付けられるはずだった。しかし、ラルストンがこの提案を辞退したので、命名式典に出席していたスペイン語を話す鉄道員がラルストンは「Muy modesto」（大変謙虚だ）と言った。かくして町の名前がモデストになった。この話の真偽はは不明である。なお、モデストの北にはマンテカ（スペイン語でラード）やローダイ（"low-die"のようにも聞こえる）、南にはロス・バノス（スペイン語でバスルーム）という都市がある。
モデストは人口が1,000人を超えた1884年に市制を布いた。穀物畑があり、川（洪水期には穀物を出荷できた）や鉄道が近くにあったことで町は大きくなった。後に前衛の山にダムが造られて灌漑が行われ、野菜畑や果樹が増やされた。1900年には人口が4,500人となった。第二次世界大戦の間、軍隊や同盟国のための缶詰食品、粉ミルクおよび卵が提供された。その後の数十年間でモデストの人口は年率2％で増え、1980年に10万人、2001年に20万人を超えた。
市の公式スローガンは「水、富、満足、健康」であり、地元の写真や絵葉書では中心街の大きなアーチにその文字が書かれているのが見える。このスローガンを決めるためのコンクールが行われた。当初1位になったのは"Nobody's got Modesto's goat"（誰もモデストの羊を獲られない）だったが、2位に入っていた現在のスローガンが最終的勝者になった。

## 気候
モデストの冬は冷涼で湿気があり、夏は暖かく乾燥している。カリフォルニア州のセントラルバレーではよくあるものとして、冬の間に朝の深い地を這う霧（「地上霧」）がしばしば見られる。
1月の平均気温は最高 53.7°F(12.0℃)、最低 37.6°F(3.1℃) である。7月の平均気温は最高 94.2°F(34.6℃)、最低 59.9°F(15.5℃) である。年間で 90°F(32℃) 以上の日が平均80.0日あり、32°F(0℃) 以下の日が平均20.3日ある。過去最高気温は2006年7月23日の 113°F(45℃)、過去最低は1932年12月13日と1949年1月11日の 18°F(−8℃) である。
年間平均降水量は12.22インチ (310 mm)であり、1年間に平均51日の降水日がある。夏の間は希にある雷雨以外は大変乾燥しているのが通常である。最も雨が多かったのは1983年の27.39インチ (696 mm)だった。最も雨が少なかったのは1929年の5.70インチ (145 mm) だった。1ヶ月間で最も降水量が多かったのは1988年2月であり、8.80インチ (224 mm) だった。24時間当たり降水量で最も多かったのは1978年3月4日の2.72インチ (69 mm) だった。モデストでは雪が降ることは非常に希であるが、1962年1月21日に1.5インチ (39 mm) の降雪があった。

## 観光

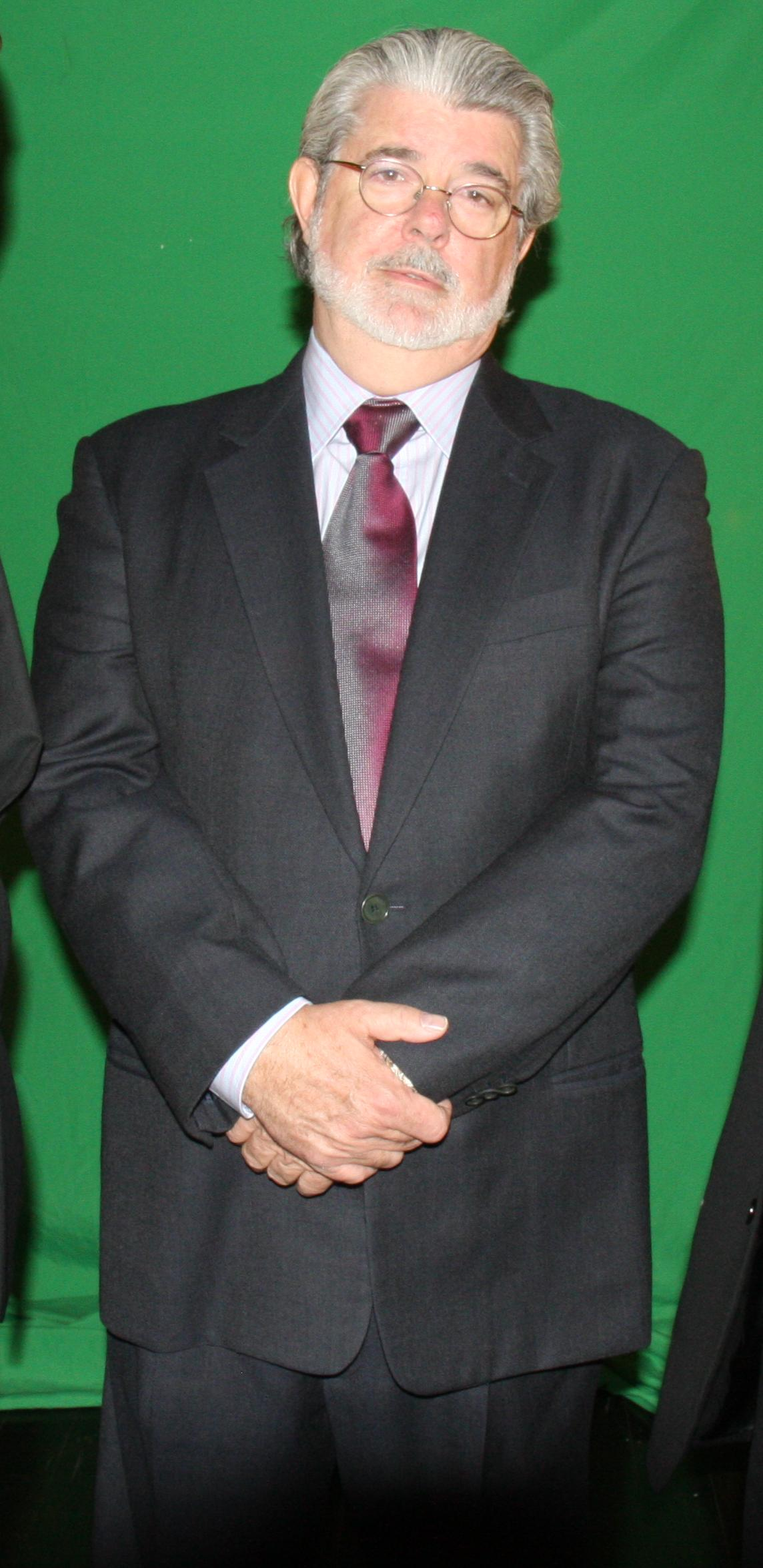
ジョージ・ルーカス、モデストの出身

- マクヘンリー邸宅、地元の牧場主かつ銀行家だったロバート・マクヘンリーが1880年代初期に手作りで建設した。この邸宅は国指定歴史登録財となっている。
- マクヘンリー博物館、マクヘンリー邸宅とは道路向かいにある。モデストの歴史に関する断片が詰まっている。
- ジョージ・ルーカス・プラザ、モデスト出身の映画監督ジョージ・ルーカスに因んで、アメリカン・グラフィティにヒントを得た青銅像がある。マクヘンリー・アベニュー、J通り、17番通り、ドウニー通りおよびニーダム通りの交差点となるファイブポイントにある。
- ガロ芸術センター、最近開館した芸能用センター、モデスト中心街I通り1000に位置する
- 中心街、様々なレストランやナイトライフの施設があることで知られている
- ステート劇場、1920年代からの歴史があり、最近改装されて地元の芸能センターとして、また独立系や海外の映画に特化した映画館として機能している
- ジョン・サーマン・フィールド、モデスト・ナッツ（コロラド・ロッキーズ傘下）の本拠地
- グラシアダ公園地区、代表的な古い住宅地区（1920年代以前）、通りは市が植えた大きな街路樹が並び、多くの公園、野外音楽堂などアメニティ施設がある。グラシアダというスペイン語のような名前は公園のアイディアを促進することに貢献したグレースとアダという二人の地元女性に因むものである

## 交通

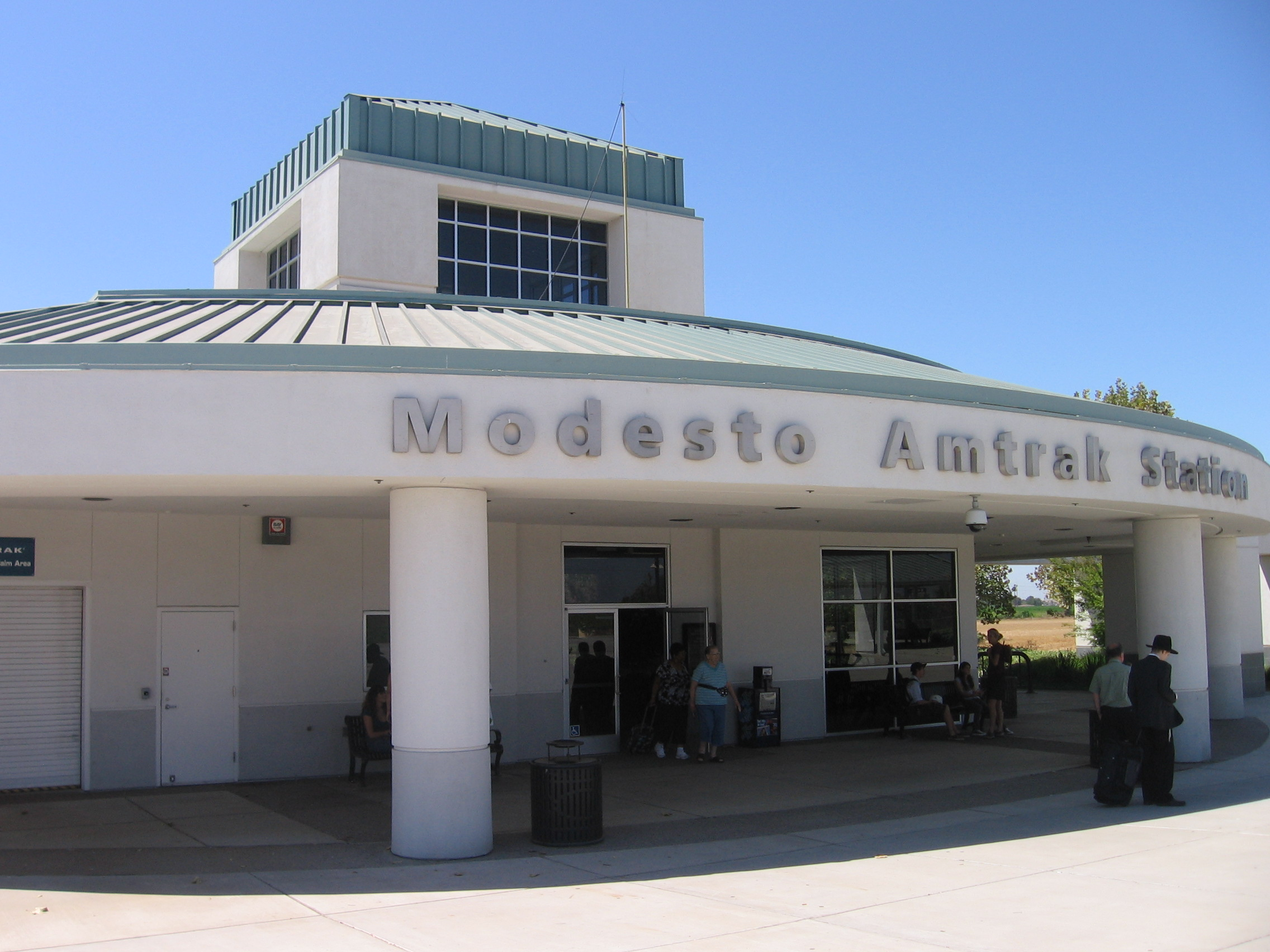
アムトラックのモデスト駅

モデストは国内でも鉄道利用が最も多い地域の一つである。アムトラックのサン・ホアキンが毎日オークランドとベイカーズフィールドのルートの途中で停車し、またサクラメントとベイカーズフィールドの間のルートでは1日2便ある。

### 空路
モデスト市域内カリフォルニア州道99号線の東にモデストシティ・郡空港がある。スカイウェスト航空（ユナイテッド・エキスプレスとして運行）がサンフランシスコ国際空港への定期便を運行している。この空港はカリフォルニア州や国内を通じて製造業や運輸業に使われている。

### 水路
モデスト市はトゥオルミ川沿いとスタニスラウス川近くに位置するが、川の深さが足りないことと、州道99号線近くのトゥオルミ川に小さなダムがあることのために、外洋航海可能な船舶が入る港は無い。モデストにはいみじくもドライ・クリークと名付けられた小さなクリークもあり、農業廃水でひどく汚染され、モデストの幾つかの公園に隣接している。川やクリークの大半はフェンスがあったり個人の資産権があったりするために公共の用途に供したり見ることもできない。市内には公共の船舶進水台やドックが無い。夏はかなり暑くなるが、条令によって川、クリークおよび多くの灌漑用運河での水泳が禁止されている。ウォーターフォード近くの川や湖は広いので、カヤックや小さいモーターボートを使って行くことができ、幾つか公共の船着き場もある。これは洪水制御、灌漑および発電のために上流に水力発電用ダムが建造されたときに、政府計画の一部として備えられた。一番近くで運用されている大きな港はストックトン港であり、製品、特にセメント、肥料および農産物を外洋に運ぶ外洋船に使われている。

### 陸路
州間高速道路5号線とカリフォルニア州道99号線がモデストに至る主要道路である。州道132号線で市内と州間高速道路580号線とを繋ぎ、ベイエリアへの通勤路となっている。州道108号線はオークデールと前衛の山の東とを繋いでいる。
州道132号線の高速道規格部を州間高速道路580号線から州道99号線まで拡張する高速道を建設する計画がある。提案されている高速道はカンザス・ニーダム・高架道からカンザス・アベニューを辿り、州道99号線インターチェンジに繋がるものである。その後モデスト市を出て州間高速道路580号線に繋がる。また州道99号線のモデスト中央出口以外にもランプを追加して、中心街からの出入り交通量を減らす計画もある。

## 経済

### 産業
モデストは市を取り巻く肥沃な農業用地に基盤をおく大規模農業経済である。近くのサリダにあるアーモンド工場、ブルー・ダイアモンド・グロワーズが主要な殻果供給者である。また世界でも最大規模のワイナリーであるE&Jガロ・ワイナリーの本社がある。ガロ・ワイナリーの子会社であるガロ・グラスは世界でも最大規模のワイン・ボトル製造者である。この会社はスタニスラウス郡住人に数千の事務職と製造職を提供している。中心街の缶詰工場は通常、サクラメントやフレズノに出荷して鉄道や船に積み替えられる食品を生産している。セレスには幾つかのシリアルとスナックの工場がある。中心街には幾つか小規模の鉄工作会社がある。2008年半ば、道路の建設、再舗装および修繕のために、1億2千万ドル近い費用が使われたと推計されている。

### 主要な雇用主
2008年度のモデスト市包括的財務報告書 に拠れば、市の主要雇用主は下表のとおりである。
| 順位 | 雇用主                 | 従業員数（人） |
| ---- | ---------------------- | -------------- |
| 1    | スタニスラウス郡       | 4,747          |
| 2    | E&Jガロ・ワイナリー    | 3,345          |
| 3    | モデスト市教育学区     | 3,200          |
| 4    | シグナチャー・フルート | 2,900          |
| 5    | メモリアル医療センター | 2,682          |
| 6    | デルモンテ・フーズ     | 2,600          |
| 7    | スタニスラウス食品     | 2,259          |
| 8    | ドクターズ医療センター | 2,066          |
| 9    | フォスター農園         | 1,813          |
| 10   | モデスト市             | 1,614          |

## 都市計画と環境
1980年代、モデスト市はカリフォルニア州の要求事項に合わせて、市の総合計画の見直しを始めた。その結果、環境影響評価と共に人口と土地利用代案の包括的評価になった。実際に評価された環境側面としては、大気質、水質、環境騒音、土壌汚染および視覚影響である。
モデストの土壌の大半はハンフォード・シリーズHbpA、すなわち微細砂状ローム層、沈泥上の中間的深さに分類される。この土壌は水はけが良く、花崗岩の沖積層から出た中間的粗さの土壌である。ハンフォード土壌は灌漑を施した果樹園、畑および市場向け作物の幅広い生産物にとって重要である。
近くにある水路としてトゥオルミ川とスタニスラウス川、およびトゥオルミ川に注ぐドライ・クリークがある。地域の地下水は市内の主要水源であり、歴史的に空間的価値があるようなやり方で改良されてきた。近くのモデスト貯水池からの水は市水を補うために使われている。市とその周辺の様々な場所で硝酸塩、ジブロモクロロエタン、揮発性有機化合物、塩分、全固形分や他の農薬など水質汚濁が次から次に起こってきた。これらの汚染はどれも市全体にわたるものではなかった。

## 娯楽と文化
過去10年間、モデストでは多くの音楽祭を開催しており、例えばサマーフェストや、クリス・アイザック、フーティ・アンド・ブロウフィッシュ、ドゥービー・ブラザーズ、およびステュクスを登場させた中心街サマーコンサートシリーズがある。
もっとも規模の大きい音楽祭はエクスクラメーション・フェスティバル（Xフェスト）である。1999年に始まり、15ブロックに跨る大規模屋外行事や、4ブロックをカバーする世界再出しのディスコなどがある。2008年のXフェストでは、50のバンドと15,000人の観衆が参加した。モデストの企業主や市民の中には下品でしばしば酔っぱらったマルディグラの雰囲気に不平を言う人もいるが、利益の多くは地元の非営利慈善事業に向けられている。
モデスト中心街には音楽活動や独立系映画の場所としてステート劇場がある。

### 芸能
モデストには故バック・タウンゼントが設立したタウンゼント歌劇団、およびモデスト・パフォーミング・アーツがあり、さらにガロ芸術センターがある。また、この地域では指導的な準プロのバレー団セントラルウェスト・バレーもある。このバレー団はグレチェン・フォーゲルツァンクによって設立され、現在は芸術監督のルネ・ダブリュイとバレー・ミストレスのレスリー・アン・ラーソンの指導下で運営されている。
ガロセンターを本拠とするモデスト交響楽団は、モデストの人口が17,000人だった1931年に最初の演奏を行い、この地域では必要不可欠なものであり続けている。この交響楽団だけでなく、1919年に設立されたモーバンド（スタニスラウス郡のモデストバンド）はアメリカ合衆国でも最古クラスで活動を継続しているバンドとなっている。このバンドは130人のボランティア音楽家によって6週間にわたる夏の無料公園コンサートを行っている。
モデストはインディー・ロックバンド、グランダディの本拠地である。またクリスチャン・レコーディング・アーティスト、ワース・ダイイング・フォーの本拠地でもあり、ツアーに出ていない時はカルバリー・テンプル・ウォーシップ・センターで演奏している。
モデスト生まれのジョージ・ルーカスが監督した1973年の映画『アメリカン・グラフィティ』では、1962年のモデストを舞台にしているが、市政委員会はルーカスがモデストでの撮影を拒んだので、週末のクルージング場面について実際の撮影場所はカリフォルニア州の別の場所である。現在でも6月になると映画関連のイベントが開催され、映画のファンや作中に登場したクラシックカーの展示を目当てにした自動車ファンが集まる。

### ショッピング
モデストには200以上のレストラン、カフェ、コーヒーハウスおよびその他のナイトクラブがある。大半のレストランはファストフードのフランチャイズ店である。図書館近くの通りでは毎週産地直送市場が開かれている。
モデストの「ビンテージ・フェア・モール」は2階建て屋内型ショッピングモールであり、125の店舗と、フォーレバー21、アップルストア、メイシーズ、JCペニー、シアーズの5百貨店、タクシーズハンバーガーズ、スウィートリバー・グリル・アンド・バー、チャーリーズミミもある。H&Mがある。
ビンテージ・フェア・モールに近い「ビンテージ・コモンズ」ショッピングセンターには、ターゲット、ベストバイ、ボーダーズおよびベッドバス・アンド・ビヨンドなどの店舗が入っている。その近くのコストコはピア・ワン・インポーツ、コストプラス、およびジャンバ・ジュースに囲まれている。
「プラザ・パークウェイ」ショッピングセンターは、ウォールマート、コールズ、およびジョンズ・インクレディブル・ピッツアなどが入っている。
主大通りである「マクヘンリー・アベニュー」では、バーリントン・コート・ファクトリーやバーンズ・アンド・ノーブル書店がある。その北部には幾つかのカーディーラー店があり、北はずれのキーアナン道路には地域の車オークション会場がある。

## 食
モデストはカリフォルニア・ワインの世界最大生産者かつ輸出業者である E&Jガロ・ワイナリーの本拠でもある。アーネストとフリオのガロ兄弟によって1933年に設立されたこの会社は、アメリカにおけるワイン産業の革新を続けてきた。モデストに本拠を置く他の私企業としてはフォスター・ファームズ・デーリーや、フィスカリニ・チーズの国際的賞を受賞したロイヤル・ロビンズおよびシアビカ・オリーブオイルがある。

## スポーツ
シアトル・マリナーズ傘下（マイナーA+級）のモデスト・ナッツが本拠地を構えており、毎シーズン70試合のホームゲームがある。
ツアー・オブ・カリフォルニアのステージレースも開催される。

## 人口動態
以下は2000年の国勢調査による人口統計データである。
| 基礎データ - 人口: 188,856人 - 世帯数: 64,959世帯 - 家族数: 46,640家族 - 人口密度: 2,037.4人/km2（5,277.3人/mi2） - 住居数: 67,179軒 - 住居密度: 724.7軒/km2（1,877.2軒/mi2） 人種別人口構成 - 白人: 69.58% - アフリカン・アメリカン: 3.97% - ネイティブ・アメリカン: 1.24% - アジア人:6.03% - 太平洋諸島系: 0.50% - ヒスパニック・ラテン系: 25.58% 年齢別人口構成 - 18歳未満: 30.1% - 18-24歳: 9.6% - 25-44歳: 28.9% - 45-64歳: 20.3% - 65歳以上: 11.1% - 年齢の中央値: 33歳 - 性比（女性100人あたり男性の人口） - 総人口: 94.1 - 18歳以上: 89.7 | 世帯と家族（対世帯数） - 18歳未満の子供がいる: 38.7% - 結婚・同居している夫婦: 51.5% - 未婚・離婚・死別女性が世帯主: 14.7% - 非家族世帯: 28.2% - 単身世帯: 22.5% - 65歳以上の老人1人暮らし: 8.6% - 平均構成人数 - 世帯: 2.86人 - 家族: 3.36人 収入と家計 - 収入の中央値 - 世帯: 40,394 米ドル - 家族: 45,681米ドル - 性別 - 男性: 38,595米ドル - 女性: 26,989米ドル - 人口1人あたり収入: 17,797米ドル - 貧困線以下 - 対人口: 15.7% - 対家族数: 12.2% - 18歳未満: 21.9% - 65歳以上: 7.4% |

2009年1月1日時点の推計で、人口は210,096人となっており、前年に新築住宅が建設されたので21万人を超えた。2010年から2015年の予測は少なくとも21万2千人ないし5千人となっている。都市圏で見ると51万7千人から52万5千人となっている。モデストは1年に100人ないし2,000人が増え、10年間では4,000人ないし25,000人が増えている。

## 市政府
モデストの市政は市長市政委員会方式で行われている。市長は全市から選出される。市政委員会の委員6人はそれぞれの選挙区から選ばれている。
市の最近の包括的財政報告書に拠れば、歳入3億2,570万ドル、歳出2億6,800万ドル、総資産11億2,690万ドル、負債総額3億2,200万ドル、現金及び投資3億4,300万ドルとなっている。

### 政治
カリフォルニア州議会において、モデストは上院の第12および第14選挙区、下院の第25および第26選挙区に属する。連邦議会では州の第18および第19選挙区に属し、クックのクック党派投票指数はそれぞれD+4とR+9である。

### 公共交通
モデストの公共輸送は モデスト・エリア・イクスプレス(MAX)、スタニスラウス・リージョナル・トランシット(StaRT) および市の北端マクヘンリー・アベニューに沿ったサンホアキン地域交通地区が担当している。MAXはアルタモント通勤急行のラスロップ駅とベイ・エリア・ラビッド・トランシットのダブリン・プレザントン駅と接続している交通体系である。MAXはまた「ダイアル・ア・ライド」と呼ばれる高齢者や障害者と特に運ぶ中間的交通サービスも行っている。ある時間帯では一般客のみへのサービスとなる。StaRTはモデストと郡内の他の人口集中地とを結んでいる。
市の南部と東部にある大規模鉱業地域では、全長5マイル (8-km) の短線で引き込み線なども備えたモデスト・アンド・エンパイア・トラクション鉄道が運行している。
一時期モデスト市はタイドウォーター・サザン鉄道の運行中心であり、その本線は南北方向の幹線道路である9番通りの中央を走っていた。この鉄道が蒸気動力に転換された後も暫くは、この通りの部分に張り渡された電線を残す法律が成立した。2000年、最後の列車が9番通りを走り、1983年以降ユニオン・パシフィック鉄道が所有していた鉄道はモデスト市が運営している。

### 教育

#### 市立学校
地元の教育学区は1871年に地域社会の生徒のために設立された。この学区は1つの小学校学区と1つの高等学校学区で構成され、共通の教育管理理事会がある。現在の入学生徒は約32,000人である。この地区では23の小学校、4の中学校、6の包括的高校を運営し、1つのオールターナティブ教育プログラムがある。これには継続学習、独立学習および成人の夜間高校が含まれる。7番目の包括的高校であるジョセフ・グレゴリ高校の計画が進行中である。この学区で3,200人を雇用し、年間予算は2億500万ドル以上となっている。市立学校は学校に直接接して市が所有する公園や将来の公園のためのスペースに計画されることが多い。モデスト市の学区内およびこれに接して他の教育学区があり、ここから高校に生徒を受け入れている。これにはシルバン統合教育学区（モデストの東部）、スタニスラウス統合教育学区およびハート・ランサム教育学区がある。

#### 中学校（7-8年生）
- ハンショー [12]
- ラロマ [13]
- マーク・トウェイン [14]
- ルーズベルト [15]
- プレスコット

#### 高校
- フレッド・C・バイアー高校 [16]
- グレイス・M・デイビス高校 [17]
- トマス・ドーニー高校 [18]
- エリオット・オールターナティブ高校
- ジェイムズ・C・イーノックス高校 [19]
- ジョセフ・グレゴリ高校（2010年秋開校予定）[20]
- ピーター・ヨハンセン高校 [21]
- モデスト高校 [22]
- バレー・チャーター高校 [23]

### 高等教育機関

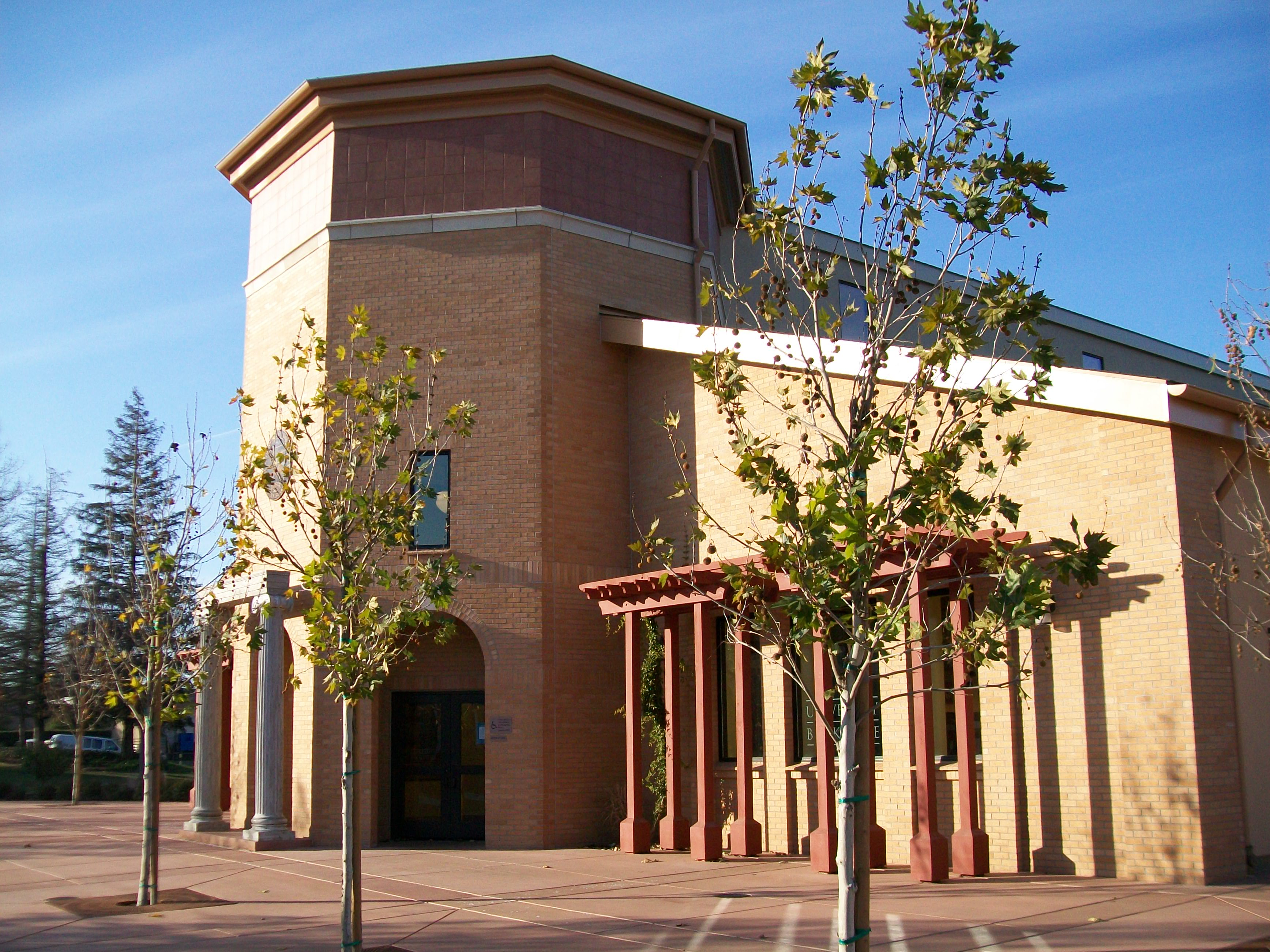
カリフォルニア州立大学スタニスラウス校の書店

- モデスト・ジュニア・カレッジ、2年制短大、学生数2万人以上、スポーツチームの数は21、通常の高卒年齢の者に加えて、もう一度大学で勉強したいという者を年齢を問わず受け入れている
- カリフォルニア州立大学スタニスラウス校、一般教養教育大学、カリフォルニア州立大学システム23キャンパスの一部、近くのターロックにある、2005年3月時点での学生数は6,192人、大学院生を加えると7,858人

## メディア
- 日刊紙「ザ・モデスト・ビー」、現在はサクラメントで発行
- モデストには大きなテレビ放送局は無い。最も近い全国ネット局はサクラメントにあり、1つのアンテナで届く範囲にある。以前は各戸に40フィート (12 m) のテレビアンテナを建てていたが、最近はケーブルテレビや衛星テレビを利用するようになって、大きなアンテナは消えていった。

## 著名な出身者
- キャロル・チャニング、トニー賞を3度受章した女優、歌手
- ジャック・イーラム（1919年-2003年）、俳優、映画の典型的悪役、かつてモデスト・ジュニア・カレッジに通い、兄弟の一人が長年そこで教えた
- キャスリーン・エミリー・ウッド、プラン9・フロム・アウタースペース監督エド・ウッドの娘
- トニー・グラジアニ、アリーナフットボール選手、フィラデルフィア・ソウル、トマス・ドーニー高校卒
- チャック・ヘイズ、NBAバスケットボール選手、ケンタッキー・ワイルドキャットとヒューストン・ロケッツ
- レスター・ヘイズ、元アメリカンフットボール選手
- カービー・ヘンスリー、宇宙生活教会設立者
- ヒース・ピアース、プロサッカー選手、ヨーロッパで活躍
- レイ・ランクフォード、MLB野球選手、セントルイス・カージナルス、グレイス・M・デイビス高校卒
- チャンドラ・レビ、ワシントンD.C.の連邦刑務局拘禁者、2001年に失踪したことが大きなニュースになった
- ジョージ・ルーカス、映画監督、プロデューサー、映画脚本家、トマス・ドーニー高校卒、モデスト・ジュニア・カレッジの元学生
- フランク・マンシーニ、モデスト高校で賞を得たバンド監督、モデスト交響楽団とスタニスラウス郡少年バンドの創設者、グラシアダ公園のマンシーニ・ボウルは彼の名に因む
- ジェームズ・マースターズ、俳優、グレイス・M・デイビス高校卒
- ボアズ・マイヒル、ハル・シティAFCのゴールキーパー
- レーシ・ピーターソン、スコット・ピーターソンの妻、殺害された
- スコット・ピーターソン、妻と胎児の殺害で死刑宣告された
- バルタザール・リカルド・ピネド、テレビのクイズ番組ジェパディ!で2度チャンピオン、モデスト高校卒
- ハーブ・プレスネル、俳優、モデストで1933年に生まれ、モデスト高校卒
- スージー・パウェル・ロス、陸上女子円盤投げでオリンピック3回出場、全米記録保持者、トマス・ドーニー高校卒
- ジョバンニ・ソディ、スペイン系レコーディングアーティスト、2006年モデスト高校卒
- マーク・スピッツ、水泳競技選手、オリンピックで9つの金メダルを取った[24]アン・ヴェネマン

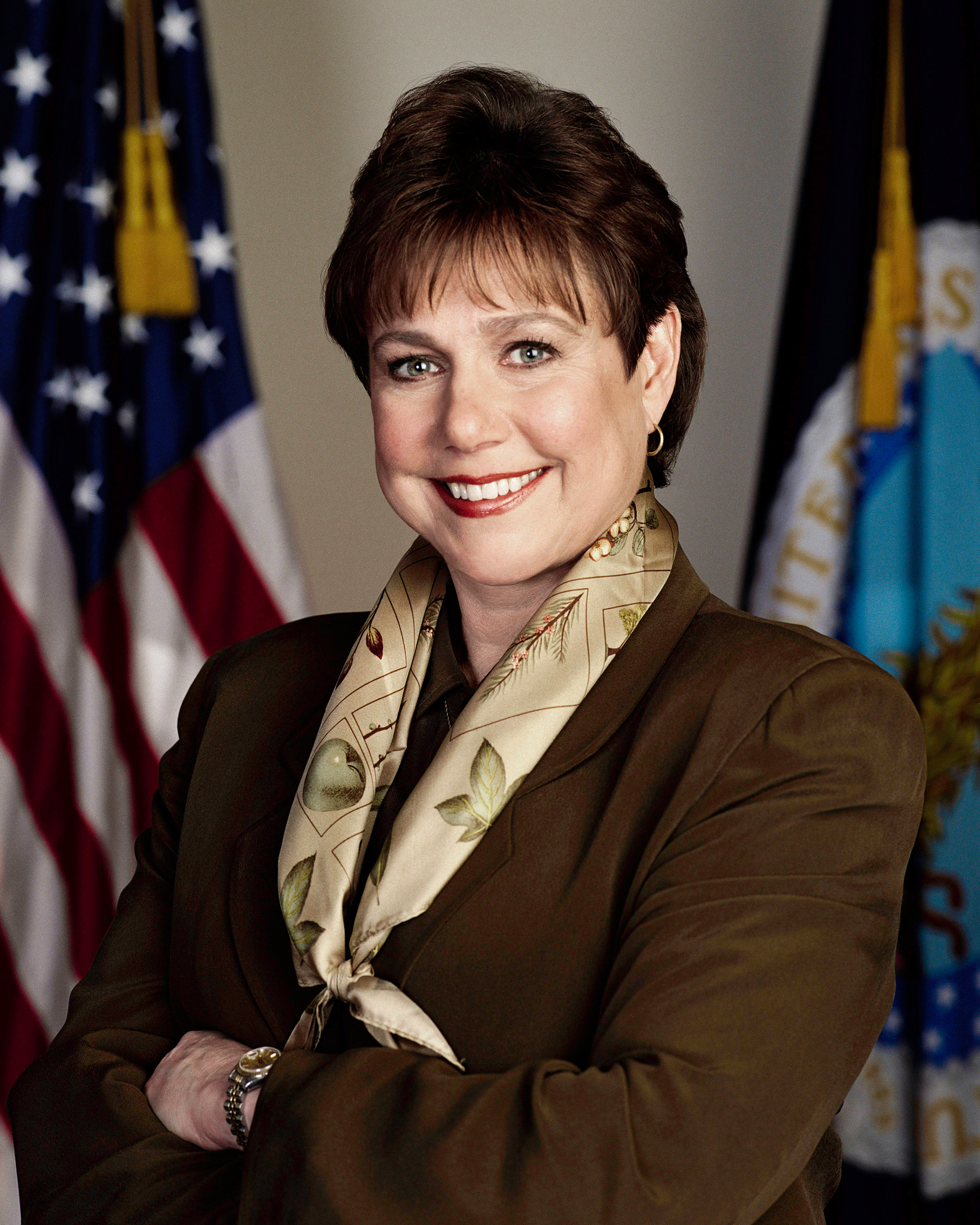
アン・ヴェネマン

- アン・ヴェネマン、第27代アメリカ合衆国農務長官
- ティシャ・ベンチュリーニ、1996年オリンピックで金メダルを獲得したサッカーアメリカ合衆国女子代表のメンバー、グレイス・M・デイビス高校卒
- ジェレミー・レナー、俳優
- アーネスト・ガロとフリオ・ガロ、ワイン製作者、慈善事業家
- ティモシー・オリファント、俳優、1986年にフレッド・C・ベイアー高校卒
- ジョー・ディロン、MLB野球選手、フロリダ・マーリンズ、読売ジャイアンツ、ミルウォーキー・ブルワーズ、タンパベイ・レイズ
- シェーン・マイナー、カントリー・ミュージック・アーティスト
- マルセラ・アルゲロ、コメディアン
- アシュリー・ウォーカー、グレイス・M・デイビス高校、UCバークレー女子バスケットボールでスター選手、WNBAのシアトル・ストームでプレイ
- ジョー・ルーディ、MLB野球選手、ゴールドグラブ3回、70年代のチャンピオン、オークランド・アスレチックス

## 姉妹都市
モデストは5つの都市と姉妹都市を結んでいる。
- メキシコ、アグアスカリエンテス
- ウクライナ、フメリヌィツィクィイ
- 日本、福岡県久留米市
- カナダ、バーノン
- インド、ヴィジャヤワーダ